# Acarterus nigricans
Acarterus nigricans är en tvåvingeart som beskrevs av Sinclair 1996. Acarterus nigricans ingår i släktet Acarterus och familjen puckeldansflugor. Inga underarter finns listade i Catalogue of Life.